# Рох
Свети Рох (на латински: Rochus; на френски: Roch; на италиански: Rocco), (ок. 1295, Монпелие – 16 август, 1327, Монпелие) е католически светец, който става известен като покровител на болните от чума.

## Биография
Историческата информация за живота на Св. Рох се съдържа изцяло в преданието, предадени в съчинението на Яков Ворагински „Златна легенда“.
Според легендата Св. Рох е роден в Монпелие около 1295 г. в семейството на губернатора на града. Дори раждането му се дължи на чудо, защото неговата благородна майка била безплодна. Започнала да се моли на Дева Мария и чудото станало. При раждането си е белязан със специален знак върху гърдите под формата на червен кръст. От малък проявява строг аскетицъм и голяма искреност. Още младеж на възраст около 20 години, той загубва родителите си. Баща му на смъртното си легло го ръкополага за управител на града, но той, подобно на Франциск от Асизи, раздава цялото си имущество на бедните и отива като бедняк в Рим на поклонение. Рох пристигна в Италия точно в момент, когато там върлува чумна епидемия. Започва да скита из страната, за да се грижи и лекува за болните от чума с молитва и кръст. Легендата разказва за лечебни чудеса, извършени от него в Аквапенденте, Чезена, Римини, Новара, Рим, Модена, Парма и Мантуа. В Пиаченца обаче Рох се заразил с чума, следствие на което бил изгонен от града и бил оставен да умре в безлюдна горска хижа. Според легендата, кучето на един джентълмен на име Готхард донесло на умиращия от глад Рох едно парче хляб в устата си. Скоро светеца се излекувал от чумата и кучето става негов помощник.
След възстановяването си св. Рох се завърнал в родината си, където е отказал да разкрие името си и е хвърлен в затвора като шпионин по заповед на своя чичо. След петгодишна присъда той умира на 16 август 1327 г. След смъртта си той е бил идентифициран по знака на кръст върху гърдите му.

## Почитане
Широката популярност на народа към почитане на светеца започна веднага след смъртта му, въпреки че той не е официално канонизиран до XVII век. Почестта към св. Рох е установена от папа Урбан VIII през 1629 г. На светеца са се молели главно за освобождение от чумата. Кълтът към св. Рох първоначално е ограничен само в Монпелие и в северната част на Италия, но се е разпространил бързо в Испания, Франция, Германия и Холандия.
През 1485 г. венецианците тайно пренесли мощите на св. Рох от Монпелие във Венеция. Венеция, като основен търговски град, през който преминава търговията с Изтока, силно страдал от смъртоносни епидемии. Точно поради тази причина обявяват светеца за патрон на града. През 1508 г. във Венеция е построена църквата Сан Роко.
Рох е почитан светец-покровител на болните от чума и холера, страдащи от заболявания на краката и кожата, хирурзи, както и на кучета и едрия рогат добитък. Свети Рох е покровител на френския град Монпелие (на него са кръстени катедралата на града, много площади и улици, болница, парка и централната жп гара), а също така е покровител на няколко италиански града.
Католическата църква чества паметта на светеца на 16 август. В много градове по целия свят, включително и в Монпелие, на този ден се провеждат красиви шествия, посветени на светеца.

## Иконография
В класическото изображение на Св. Рох, като правило, се изобразява чумната рана на левия му крак. Често е представян с кучето си, държащо хляб в устата.

## Църкви, свързани със св. Рох

### Европа
- Епархийно светилище „Свети Роко“ на Софийско-пловдивската католическа епархия в Пловдив, България
- Kościółek Świętego Rocha в Dobrzeń Wielki, Полша

- Параклис San Roque (Cádiz) в Андалусия, Испания
- Église Saint-Roch, Париж, Франция
- St. Rollox' Church в Глазгоу, Шотландия
- San Rocco във Венеция, Италия
- Eglise (Paroisse-Sanctuaire) de St. Roch в Монпелие, Франция
- Church of Saint Roch, Жижков, Прага, Чехия
- St. Rochus Chapel в Бинген ам Рейн, Германия
- Kaplnka sv. Rocha във Върбове, Словакия
- L'Oratorio di San Rocco в Грибио, Тичино, Швейцария.
- Chapelle de Saint-Roch в Ла Вила Морван, близо до Корлай, Франция
- Chiesa di San Rocco в Касигнана, Италия
- Chiesa di San Rocco в Клес, Италия
- Chiesa di San Rocco в Джирифалко, Италия
- Chiesa di San Rocco в Граванга (Понтремоли), Италия
- Chiesa di San Rocco в Миасино, (Новара), Италия
- Chiesa di San Rocco в Молинара, Италия
- Chiesa di San Rocco в Монтескальозо, Италия
- Chiesa di San Rocco в Саландра, Италия
- Chiesa di San Rocco в Скила, Италия
- Kappella ta' San Rokku в Атард, Малта
- Igreja de São Roque в Лисабон, Португалия
- St. Roch Church в Бялисток, Полша
- San Rocco в Рим, Италия
- Sveti Rok, в Брежице, Словения
- Shën Rroku, в Широке, Албания
- Sveti Roko в Дубровник, Хърватия (недействаща)
- San Rocco в Сора, Италия
- Chapelle Saint Roch в Еправе, Белгия
- Sint-Rochus Kerk в Арсхот, Белгия
- Sint-Rochus Kerk в Хале, Белгия
- Rochuskirche в Дюселдорф, Германия
- Rochuskirche във Виена, Австрия
- St. Roch's Church в Минск, Беларус
- San Rocco във Венеция, Италия
- Chiesa di San Rocco в Хания, Крит, Гърция
- Church of the Saint Rocco Доня Ластва, Тиват, Черна гора
- Szent Rókus templom в Чонград, Унгария
- Kościół św. Rocha в Познан Полша
- Chiesa di San Rocco and Patron Saint of Quaglietta в Авелино, Италия
- Oratorio di San Rocco в Сан Коломбано ал Ламбро, Милано, Италия
- Sveti Rok в Драсковец, Хърватия

### Ливан
- Saint Roch Church в Райфоун, Ливан
- Monastery of Saint Roch, Декванех, Ливан
- Monastery of Saint Roch, Ливан

### Северна Америка
- St. Roch's Catholic Church в Торонто, Канада
- St. Roch Church в Сейнт Луис, САЩ
- St. Roch's Church в Статън Айлънд, Ню Йорк, САЩ
- St. Rocco's Church в Джонстън, Род Айлънд, САЩ
- St. Rocco's Church в Дънмор, Пенсилвания, САЩ
- St. Rocco's Church в Глен Коув, САЩ
- St. Roch Church в Индианаполис, САЩ
- St. Roch Church в Менц, Тексас, САЩ
- St Roch Church във Флат Рок, Мичиган, САЩ
- San Rocco Oratory в Чикаго Хайтс, Илинойс, САЩ
- St. Rocco's Church в Кливланд, Охайо, САЩ
- St Roch Church в Оксфорд, Масачузетс, САЩ
- San Roque Church в Санта Барбара, Калифорния, САЩ
- St Roch Church, Квебек, Канада
- Campo Santo and St. Roch Chapel в Ню Орлиънс, САЩ
- St. Rocco's Church в Питстън, Пенсилвания, САЩ
- St. Roch Church в Гринуич, Кънектикът, САЩ
- St. Rochus Croatian Catholic Church в Джонстаун, Пенсилвания, САЩ (затворен от 22 юли 2009)
- St. Rocco's RC Church Бруклин, САЩ
- St. Rocco's Church Мартинс Грейк, Пенсилвания, САЩ

### Южна Америка
- Iglesia de San Roque в Тариха, Боливия
- Paróquia de São Roque в Сао Пауло, Бразилия
- Igreja de São Roque em São Roque в Сао Пауло, Бразилия
- Iglesia de San Roque в Сан Франциско де ла Монтана, Панама
- Parroquia de San Roque в Парана, Аржентина